# Корбу (Молдова)
Корбу (рум. Corbu) — село в Молдові в Дондушенському районі. Утворює окрему комуну.